# Tuol Kouk (quận)
Toul Kork là một quận của thủ đô Phnôm Pênh, Campuchia. Quận được chia thành 10 Sangkat và 143 Krom. Diện tích của quận là 7,99 km². Theo thống kê năm 1998, dân số quận là 154.968 người.